# 大沼贤治
大沼贤治（日语：／ Ōnuma Kenji，1931年3月12日—），日本男子举重运动员。他曾代表日本参加1958年亚洲运动会举重比赛，获得一枚银牌。他也曾参加1956年和1960年夏季奥林匹克运动会。